# Zentrygon carrikeri
La paloma perdiz de Veracruz, paloma tuxtleña, o paloma perdiz tuxtleña (Zentrygon carrikeri) es una especie de ave columbiforme de la familia Columbidae endémica de la sierra de Los Tuxtlas, al sureste del estado mexicano de Veracruz. Anteriormente se consideró una subespecie de la Zentrygon lawrencii de América Central, que a su vez era clasificada dentro del género Geotrygon. 
Su hábitat es el bosque húmedo de hoja ancha y bosque montañoso. Está amenazada por la perdida de hábitat.